# قم قشلاق
قم‌ قشلاق هي قرية في مقاطعة ماكو، إيران. يقدر عدد سكانها بـ 490 نسمة بحسب إحصاء 2016.